# Пробій рідкого діелектрика

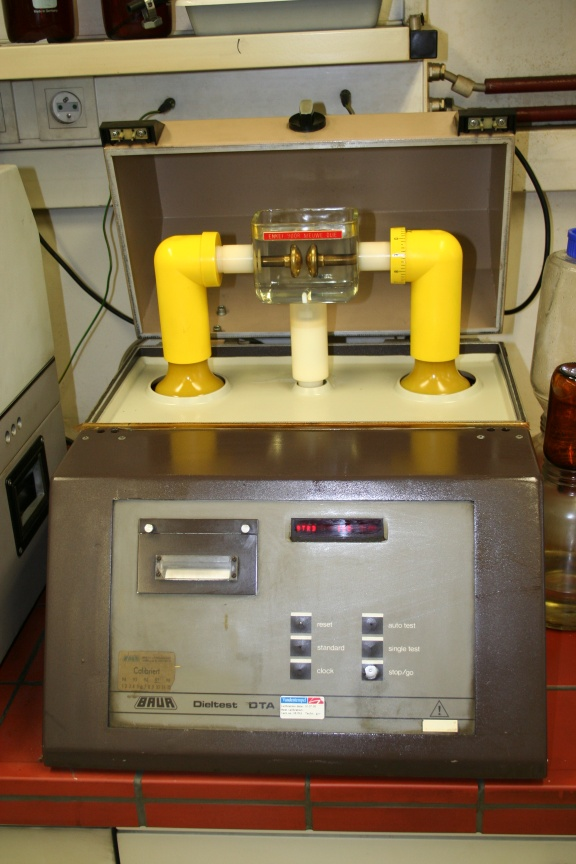
Лабораторна установка для визначення електричної міцності рідких діелектриків

Пробі́й рідко́го діеле́ктрика — явище втрати рідким діелектриком електроізоляційних властивостей з утворенням каналу електропровідності при розміщенні його в електричному полі.

## Класифікація рідких діелектриків
Рідкі діелектрики можна класифікувати за їх природою на такі групи:
- вуглеводневі мінеральні сполуки — продукти перегонки нафти чи кам'яного вугілля;
- вуглеводневі сполуки рослинного походження (рицинова, лляна та інші оливи);
- хлоровані вуглеводневі сполуки ароматичного ряду (хлордифеніл, совтол);
- кремнійорганічні сполуки.

Крім цього, рідкі діелектрики можуть бути полярними й неполярними, у зв'язку з чим в них суттєво відрізняються електричні властивості, котрі наведені в таблиці
| Види діелектриків | Питомий електричний опір ρ, Ом•см | Діелектрична проникність ε | Тангенс кута діелектричних втрат tg δ |
| ----------------- | --------------------------------- | -------------------------- | ------------------------------------- |
| Неполярні         | ≥ 1018                            | 1,8…2,5                    | ≈ 0,001                               |
| Слабополярні      | ≈ 1011…1012                       | > 2,5                      | ≈ 0,01                                |
| Сильнополярні     | ≈ 107…108                         | > 5                        | ≈ 0,1                                 |

## Електрична міцність рідких діелектриків
Рідкі діелектрики, які мають значно вищу електричну міцність у порівнянні з газами і саме тому знайшли застосування як високовольтна ізоляція в різноманітних електротехнічних пристроях: трансформаторах, кабелях, лініях електропередач, конденсаторах, високовольтних вимикачах, розрядниках тощо.
Пробій рідких діелектриків — явище складне, що пояснюється їх складом та багатьма факторами, що впливають на розвиток пробою (забруднення, форма, розміри й матеріал електродів, температура, тиск і ін.). Для добре очищених рідин величина електричної міцності досягає 1000 кВ/см.
У промисловості переважно мають справу з технічно чистими рідкими діелектриками, в котрих вплив сторонніх домішок обмежено деякою мінімальною концентрацією. У зв'язку з цим в теоріях пробою технічно чистих рідин розглядають вплив сторонніх домішок, що неминуче з'являються при експлуатації. Найважливіші сторонні домішки в рідких діелектриках: вода, гази, волокна целюлози, вуглець, продукти розкладу самого діелектрика.
Порівняно з повітрям (газом) пробивні напруги оливи мають значний розкид. Відхилення від середнього значення становить 50% і більше, а середньоквадратичне відхилення 10…15%. Визначення електричної міцності оливи Uпр згідно з ГОСТ 6581-75 здійснюється у стандартному пробійнику в умовах прикладання змінної напруги.

## Фактори, що впливають на значення напруги пробою
На пробій рідких діелектриків істотний вплив має багато факторів, які можуть, як понижувати пробивну напругу (забруднення, зволоження тощо), так і збільшувати її (очищення, бар'єри, тиск і т. д.). Основні фактори, що змінюють значення напруги пробою:
- забруднення і зволоження — збільшення забруднення оливи знижує Uпр, незначна кількість вологи (<0,003%) різко знижує Uпр;
- в'язкість — зменшення в'язкості рідкого діелектрика знижує величину напруги пробою;
- температура — зі збільшенням температури Uпр зменшується; на імпульсній напрузі цей вплив незначний; для технічно чистої оливи залежність Uпр = f(tC) має складний характер;
- тиск — для технічно чистої оливи збільшення тиску призводить до збільшення Uпр, оскільки збільшується тиск в газових бульбашках, що є джерелами розвитку пробою. А електрична міцність газу залежить від тиску (закон Пашена);
- наявність бар'єрів — бар'єри з твердого ізоляційного матеріалу, що встановлюються в оливі між електродами можуть суттєво підвищити Uпр, особливо в полі великої неоднорідності. Підвищення напруги пробою обумовлюється двома факторами. Бар'єр є непроникним для йонів рідини, на якому вони осідають, «розтікаються» по його поверхні та заряджають її. Завдяки цьому, електричне поле в проміжку стає рівномірнішим, що призводить до збільшення розрядної наруги. Крім цього, бар'єр ускладнює утворення суцільних провідних містків з волокнистих речовин, що містяться в оливі;
- час дії напруги зі збільшенням тривалості дії напруги Uпр зменшується; чим чистіший діелектрик, тим менший цей вплив; на імпульсній напрузі коефіцієнт імпульсу в декілька разів більший, ніж для газових діелектриків. При дії імпульсів напруги тривалістю τ < 10-4c вплив домішок значно послаблений, оскільки вони не встигають переміститися на значні відстані. Початкова стадія розряду в рідині виникає при напруженостях 100 кВ/см. Збільшення часу τ > 10-3 дії напруги  призводить до швидкого зниження напруги пробою внаслідок впливу вологи й волокон, а також утворення газових бульбашок. Пробій наступає внаслідок утворення ланцюгів з дрібних поляризованих частинок включень, котрі витягуються вздовж силових ліній. Ці лінії утворюють провідний канал, по котрому протікає струм, що розігріває воду і рідину, що прилягає до каналу, до кипіння. Пробій рідини відбувається по утвореному каналу;
- форма, площа електродів і відстань між ними — форма електродів при однаковій площі впливає на ступінь неоднорідності поля, чим більший коефіцієнт неоднорідності, тим нижча напруга пробою; зі збільшенням площі електродів Uпр зменшується; збільшення відстані між електродами збільшує Uпр;
- полярність електродів (при несиметричній їх формі) — при від'ємній полярності пробивні напруги більші, ніж при додатній; цей ефект тим більший, чим полярнішим є діелектрик.